# Нургалієв Ільнар Ралісович
Ільнар Ралісович Нургалієв (рос. Ильнар Ралисович Нургалиев; 2 березня 1987, м. Нижньокамськ, Росія) — російський хокеїст, захисник.
Вихованець хокейної школи «Нафтохімік» (Нижньокамськ). Виступав за команди «Енергія» (Кемерово), Газпром-ОГУ (Оренбург), «Аріада-Акпарс» (Волжськ), «Сокіл» (Новочебоксарськ), «Іжсталь» (Іжевськ), «Титан» (Клин), ХК Астана, Прогрес Глазов.